# کاگالیماویا

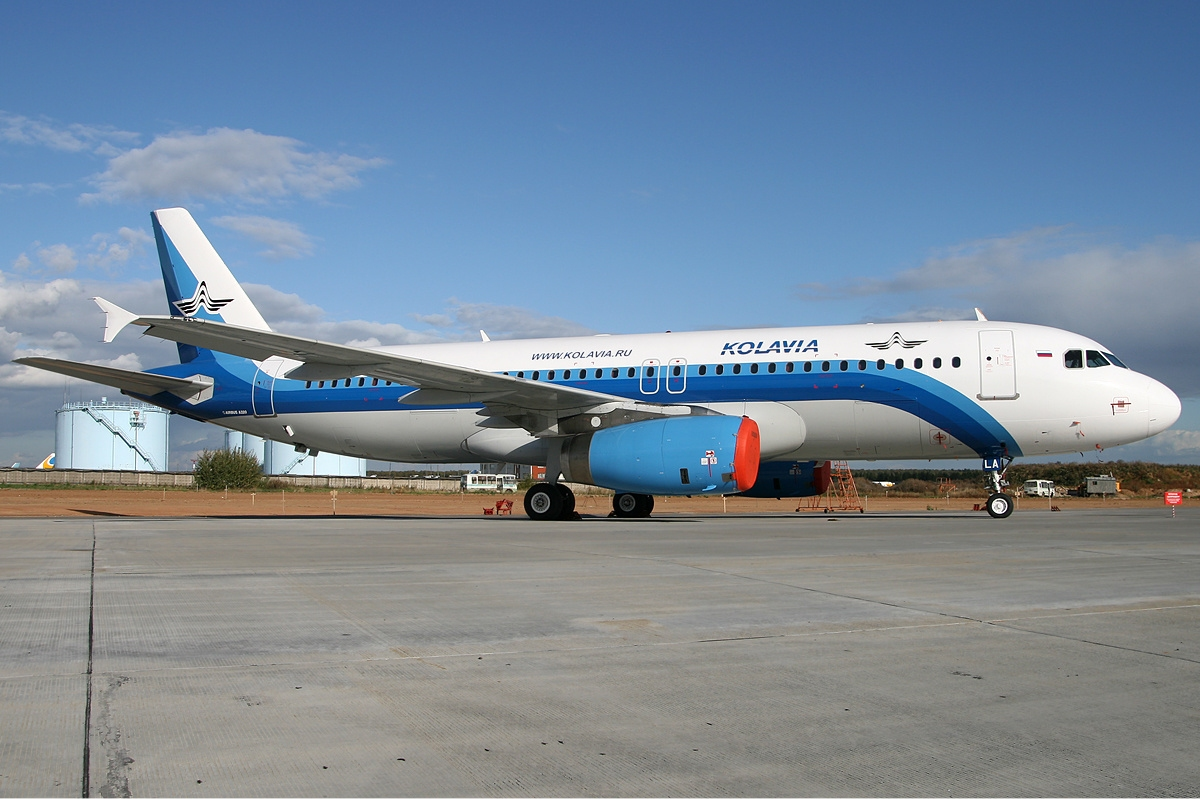
یک فروند ایرباس ای۳۲۰ شرکت کاگلومویا.

کاگلومویا (به انگلیسی: Kogalymavia) یک شرکت هواپیمایی روسی با کد یاتا 7K است که در تاریخ ۱۹۹۳ میلادی تأسیس شده است.
قطب این شرکت هواپیمایی در فرودگاه کوگالیم و فرودگاه بین‌المللی سورگوت قرار دارد و به ۱۶ مقصد، پرواز مستقیم انجام می‌دهد.

## مقصدهای پروازی
از فرودگاه بین‌المللی دوموده‌دوو، مسکو:
- اتریش (زالتسبورگ)
- جمهوری آذربایجان (قبه‌له)[۲]
- بلغارستان (بورگاس، وارنا)
- کرواسی (پولا)
- جمهوری چک (پاردوبیتسه)
- مصر (غردقه، شرم‌الشیخ، طابا)
- اسپانیا (بارسلون، ایبیزا، اسپانیا، پالما د مایورکا)
- فرانسه (گرونوبل)
- یونان (رودس، هراکلیون)
- ایتالیا (ترویزو، ریمینی)
- مونته‌نگرو (تیوات)
- ترکیه (آنتالیا، بودروم، دالامان)

از فرودگاه پالکوو، سن پترزبورگ:
- مصر (غردقه، شرم‌الشیخ)
- ترکیه (آنتالیا)

از فرودگاه بین‌المللی کورومچ، سامارا (روسیه):
- ترکیه (آنتالیا)

از فرودگاه لنارت مری تالین، تالین:
- مصر (غردقه، شرم‌الشیخ)

از فرودگاه بین‌المللی ریگا، ریگا:
- مصر (غردقه، شرم‌الشیخ)

## ناوگان
ناوگان هوایی کاگلومویا به شرح زیر است (نوامبر ۲۰۱۴):